# 我唾棄你的墳墓2
《我唾棄你的墳墓2》（英語：I Spit on Your Grave 2）是一部2013年美國強姦報復恐怖片，由史蒂文·R·夢露執導。它是2010年電影《我唾棄你的墳墓》的獨立續集，該片同樣由夢露執導，改編自梅爾扎奇1978年的同名電影。
這部電影在一家劇院進行了有限的影院上映，也受到了評論家的負面評價。這也是該系列中唯一一部沒有美國演員或系列主角詹妮弗·希爾斯出演的電影。
續集是《我唾棄你的墳墓3》。

## 外部連結
- 互联网电影数据库（IMDb）上《I Spit on Your Grave 2》的资料（英文）
- Box Office Mojo上《I Spit on Your Grave 2》的資料（英文）
- 爛番茄上《I Spit on Your Grave 2》的資料（英文）